# St Cross College, Oxford

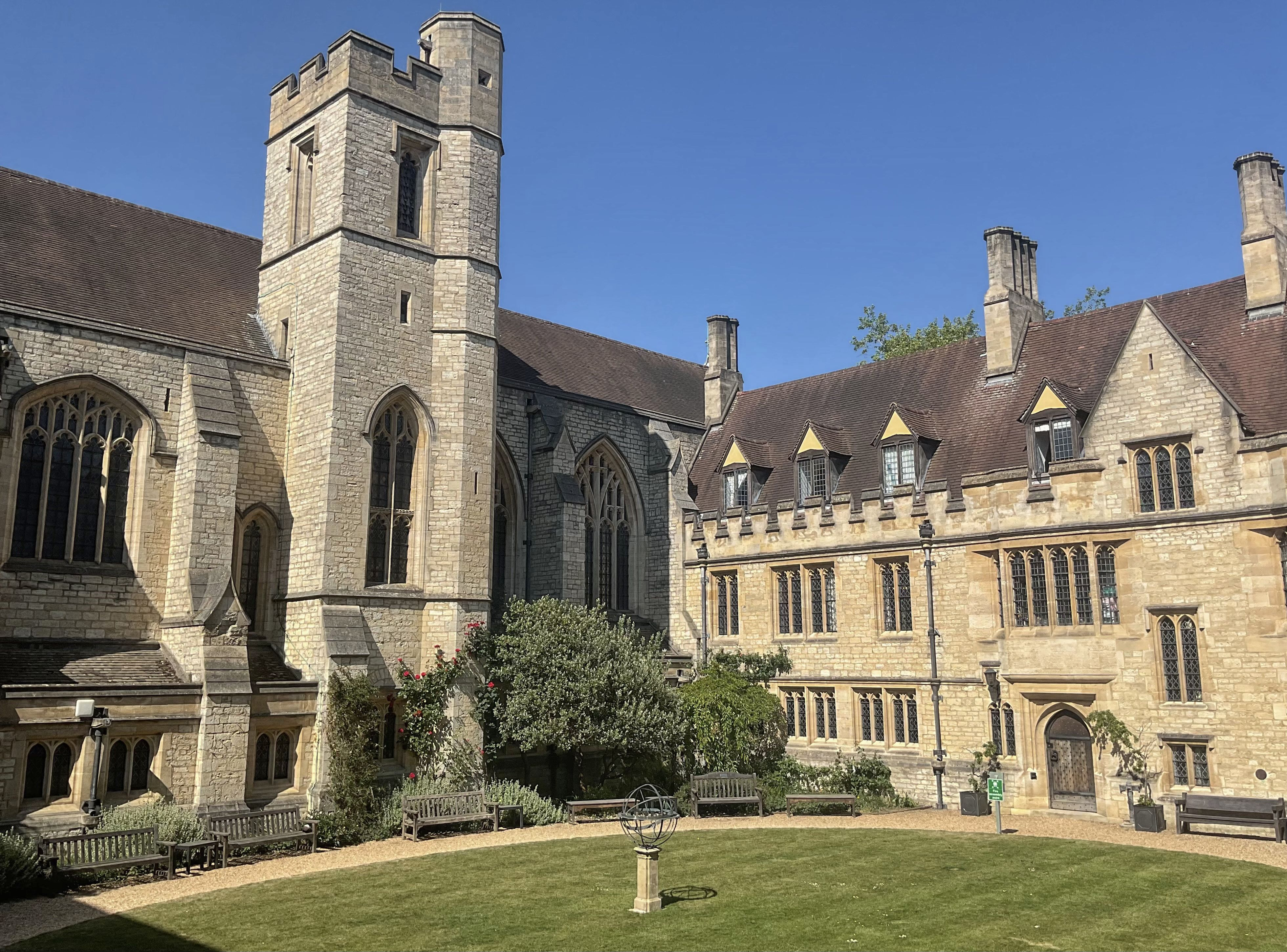
Blackwell Quadrangle

St Cross College är ett college vid Oxfords universitet, grundat 1965. Colleget antar enbart studenter för postgraduala studier och hade omkring 550 studerande för högre akademiska examina 2016.
Till skillnad från många äldre college var St Cross redan från början öppet för både manliga och kvinnliga studerande. Namnet togs från platsen för collegets ursprungliga campus, vid St Cross Road och St Cross-kyrkan. Sedan 1981 har collegets huvudcampus flyttat till lokaler i anslutning till Pusey House vid St Giles' i norra delen av Oxfords historiska centrum.
Bland kända alumner från colleget märks sultan Muhammad V av Kelantan, tidigare statschef i Malaysia, författaren Aharon Appelfeld, fredsforskaren Tilman Brück, roddaren Tim Foster, samt den rumänska tidigare premiärministern Mihai Răzvan Ungureanu. Bland fellows på colleget märks filosofen Nick Bostrom och deckarförfattaren Colin Dexter.